# Parafreutreta sobrinata
Parafreutreta sobrinata är en tvåvingeart som beskrevs av Munro 1953. Parafreutreta sobrinata ingår i släktet Parafreutreta och familjen borrflugor.
Artens utbredningsområde är Zambia. Inga underarter finns listade i Catalogue of Life.